# Hiroki Fujiharu
Hiroki Fujiharu (藤春 廣輝 Fujiharu Hiroki?), född 28 november 1988, är en japansk fotbollsspelare. Han är försvarare i Gamba Osaka som spelar i J. League Division 1.

## Utmärkelser
Gamba Osaka
- J. League Division 1 - 2014
- J. League Division 2 - 2013
- Emperor ' s Cup - 2014, 2015
- J. League Cup - 2014
- Japanska Super Cup - 2015